# 5190 Fry
5190 Fry este un asteroid din centura principală de asteroizi.

## Descriere
5190 Fry este un asteroid din centura principală de asteroizi. A fost descoperit pe 16 octombrie 1990 la Kushiro de Seiji Ueda și Hiroshi Kaneda. Asteroidul prezintă o orbită caracterizată de o semiaxă mare de 3,14 ua, o excentricitate de 0,21 și o înclinație de 14,1° în raport cu ecliptica.